# IC 4771
IC 4771 је спирална галаксија у сазвјежђу Паун која се налази на листи објеката дубоког неба у Индекс каталогу.
Деклинација објекта је - 63° 14' 52" а ректасцензија 18h 48m 23,8s. Привидна величина (магнитуда) објекта IC 4771 износи 14,5 а фотографска магнитуда 15,2. IC 4771 је још познат и под ознакама ESO 104-15, DRCG 51-24, SAO 254375 (8.0) 4.5' f, PGC 62445.